# 新闻大学
《新闻大学》是由复旦大学主办的一個雜誌，由复旦大学新闻学院《新闻大学》编辑部编辑。該雜誌於1981年5月创刊；至1987年皆为不定期刊；1988年始由绍兴日报社、无锡市新闻工作者协会、温州日报社、宁波日报社分别协办，並且改為季刊。後來又改為雙月刊。該雜誌先后由王中、徐震、夏鼎铭主编。

## 外部連結
- 官方网站